# Contraesterço

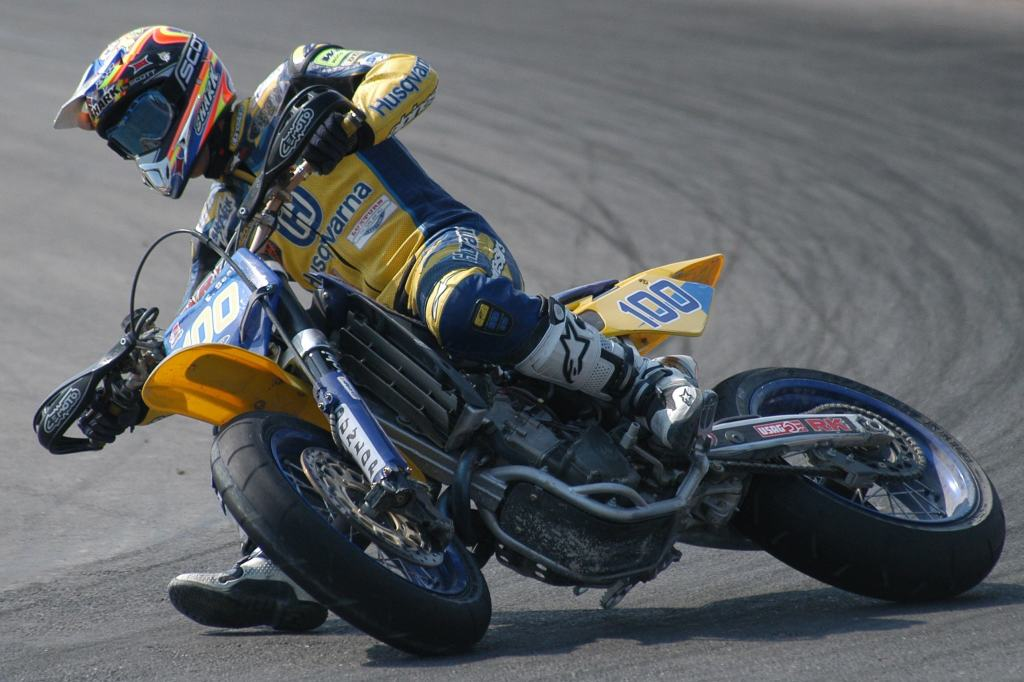
Eddy Seel em 2005: observe que apesar de a moto ir para um lado da curva, sua roda dianteira aponta para o lado contrário.

Contraesterço é um efeito observado no motociclismo (essa manobra também existe no automobilismo, mas com propósito diferente) que envolve manobras ciclísticas de curva. O contraesterço ocorre como reação da moto ao efeito giroscópico das rodas, que surge em velocidades superiores a 35 km/h e se torna mais intenso quanto maior for a velocidade. Ele ocorre porque a roda dianteira sai do alinhamento com a roda traseira e, na busca de retomar o equilíbrio, a moto gira no sentido contrário, forçando o alinhamento.

## Descrição
Uma forma eficaz de reduzir o desgaste do corpo em viagens longas é aplicar algumas técnicas que facilitam a condução da motocicleta e tornam a pilotagem mais segura, principalmente para motos pesadas. Uma dessas técnicas é o contraesterço. Com ele, a moto faz a curva de forma mais precisa, mantém a velocidade e nosso corpo utiliza um mínimo de força na manobra.
Para se conseguir o contraesterço, é necessário forçar o guidão da moto para o lado contrário ao qual se pretende esterçar. É observada uma inclinação da moto ao tentar retomar o alinhamento da roda dianteira, trazendo suavidade à reação do atrito do pneu com o asfalto, comum em uma curva.

## Aplicações
O contraesterço é aplicado em provas de automobilismo para um ajuste fino nas curvas, ou até mesmo, em manobras radicais como drift e supermotard.
O contra esterço pode ser aplicado para vários objetivos:
- Desviar a trajetória;
- Direcionar a moto na curva;
- Recolocar a moto de volta na posição vertical após a curva;
- Corrigir derrapagem de traseira;
- Recuperar a trajetória na curva;
- Fazer ultrapassagens